# Wilfried F. Schoeller

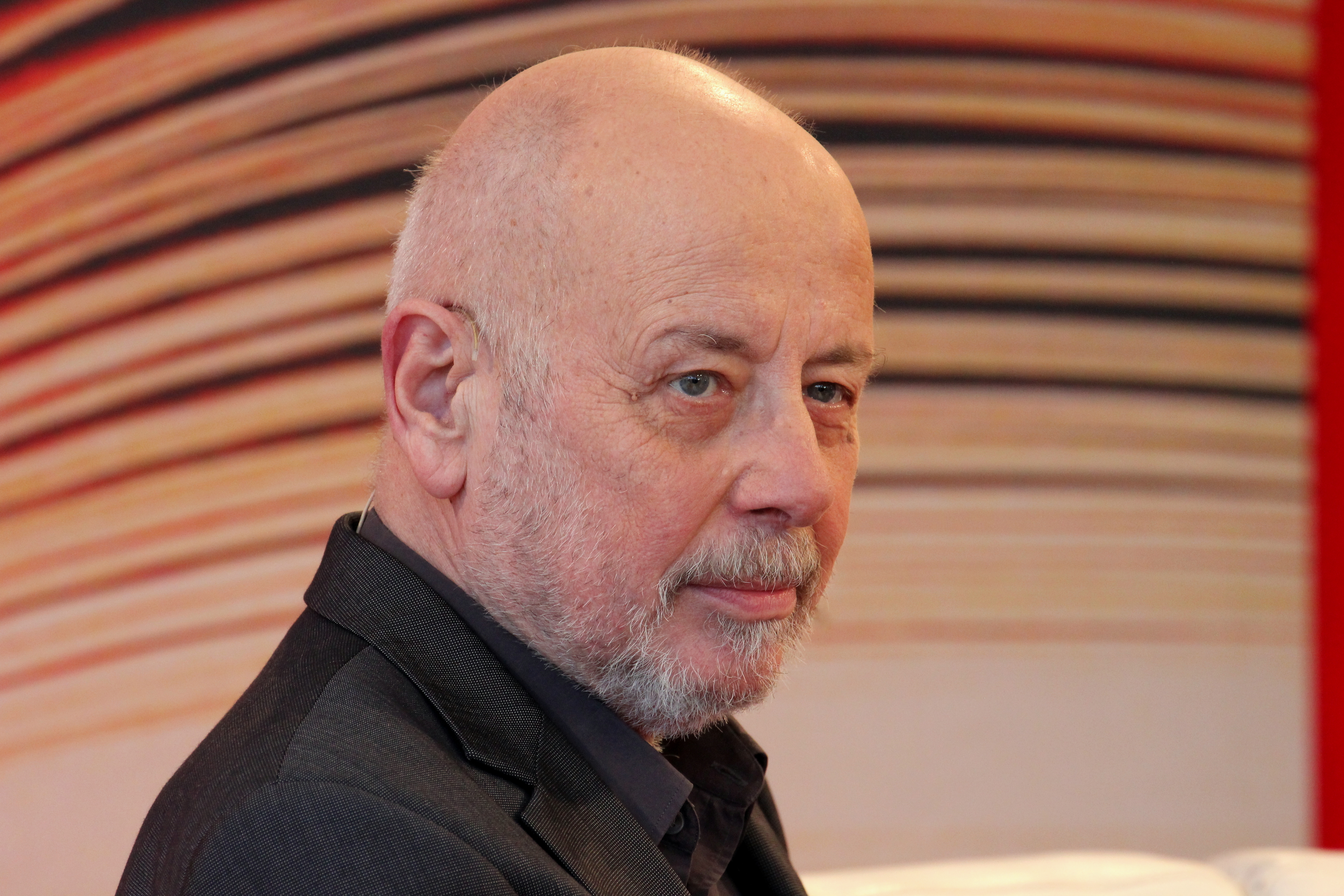
Wilfried F. Schoeller (2016)

Wilfried F. Schoeller (* 3. Juli 1941 in Illertissen; † 6. Januar 2020 in Berlin) war ein deutscher Autor, Literaturkritiker sowie Honorarprofessor für die Literatur des 20. Jahrhunderts, Literaturkritik und Medien an der Universität Bremen.

## Leben
Schoeller studierte Germanistik, Geschichte, Kunstgeschichte und Philosophie in München. 1968 wurde er mit einer Arbeit über Heinrich Mann promoviert.
Von 1965 bis 1970 war er als Verlagslektor beschäftigt. Eine Tätigkeit als freier Autor schloss sich an. Ab 1972 war Schoeller Literaturredakteur beim Hessischen Rundfunk und von 1993 bis 2002 Leiter der Abteilung „Aktuelle Kultur und Musik“. Im Hessischen Fernsehen moderierte er zehn Jahre lang die von ihm begründete Sendung Bücher, Bücher.
Für die Dokumentation Treffpunkt 72: Die Kippe – Zur Bewährung ausgesetzt erhielt Schoeller 1973 eine ehrende Anerkennung beim Adolf-Grimme-Preis. 2000 erfolgte die Berufung auf eine Honorarprofessur an der Universität Bremen. Von 2002 bis 2009 war Schoeller Generalsekretär des PEN-Zentrums Deutschland. Schoeller schrieb Bücher u. a. über Theodor W. Adorno und Michail Bulgakow und war der Herausgeber des Gesamtwerkes von Oskar Maria Graf. Schoeller verfasste zahlreiche Drehbücher zu Literaturverfilmungen sowie Hörspiele.

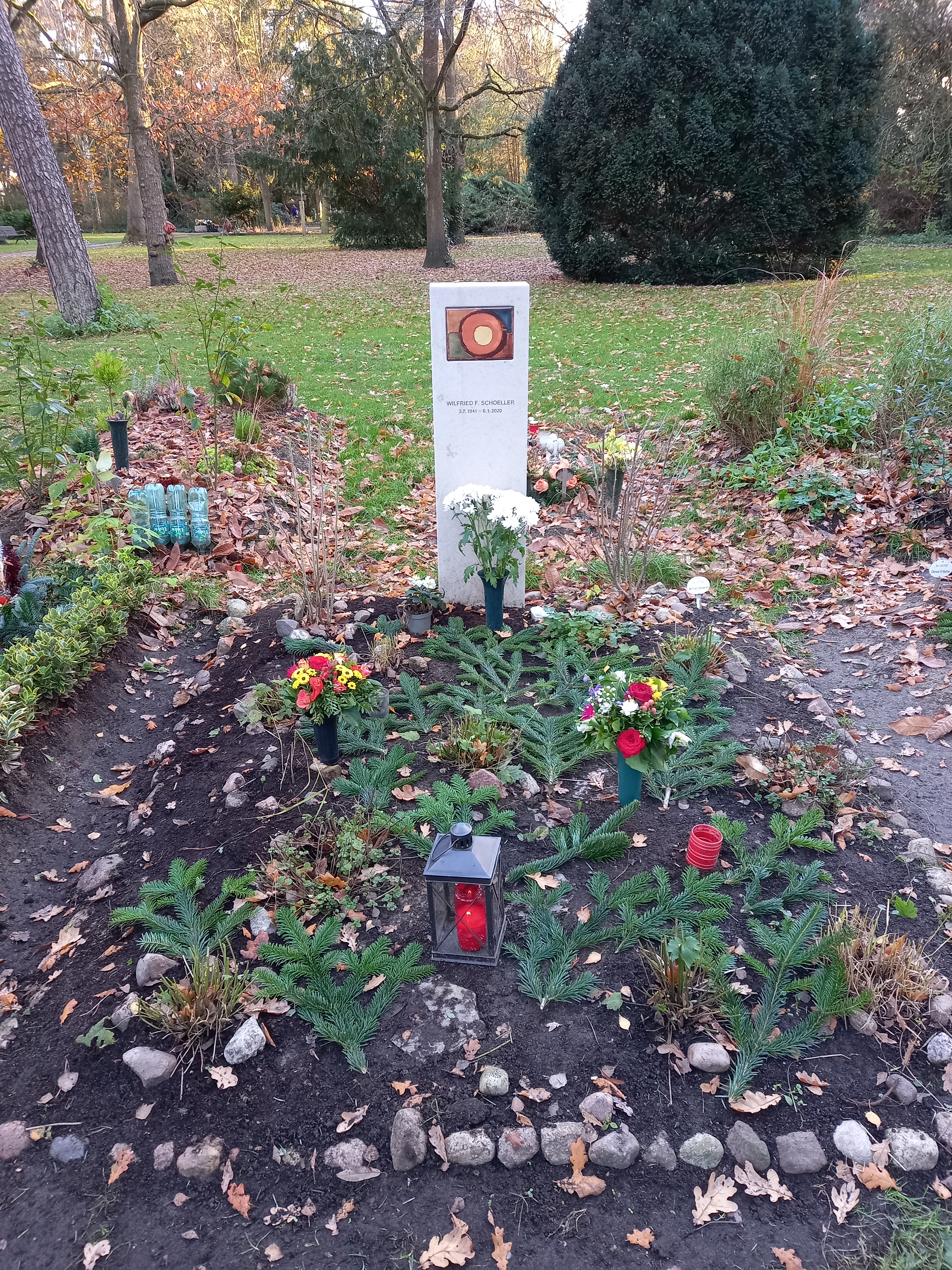
Das Grab von Wilfried F. Schoeller auf dem Friedhof Pankow III in Berlin (2021)

1990 erhielt er den Alfred-Kerr-Preis für Literaturkritik. Seit 1995 war er Moderator und Berater beim Erlanger Poetenfest sowie langjähriger Vorstandsvorsitzender der Römerberggespräche in Frankfurt am Main.
Wilfried F. Schoeller lebte bis zu seinem Tod in Berlin und Frankfurt am Main. Er war der Vater des Fotografen Martin Schoeller und der Regisseurin Bettina Schoeller. Er starb Anfang 2020 nach langer Krankheit im Alter von 78 Jahren in Berlin. Sein Grab befindet sich auf dem Friedhof Pankow III.

## Schriften (Auswahl)

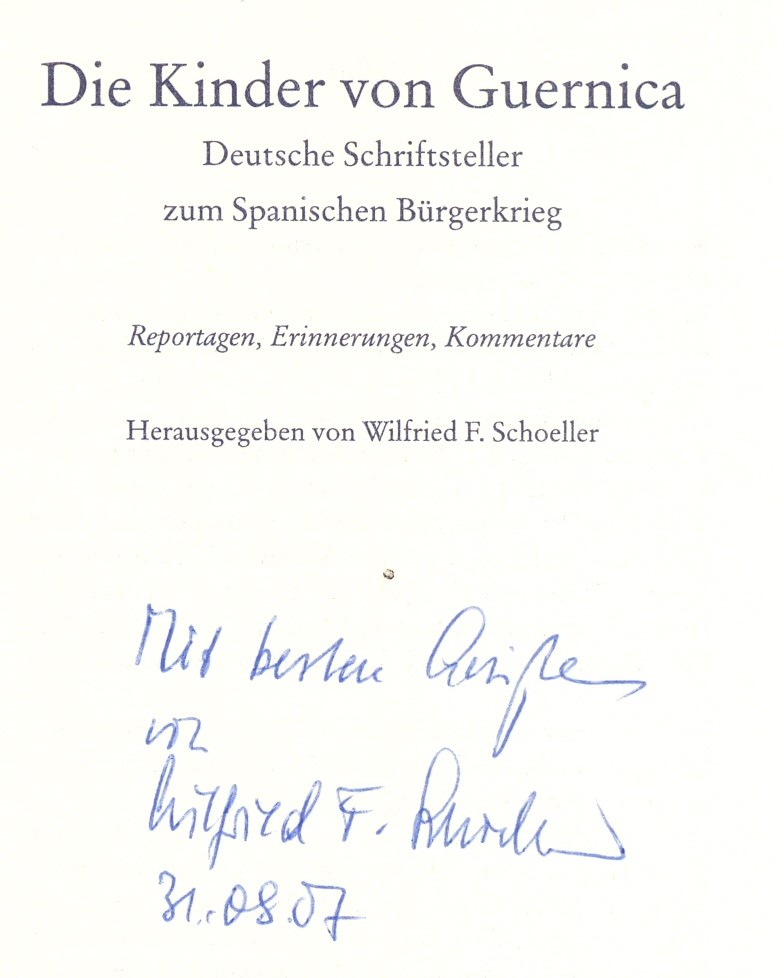
Autograph

- Künstler und Gesellschaft, Studien zum Romanwerk Heinrich Manns zwischen 1900 und 1914. München, Univ., 14 – Philos. Fachbereich Sprach- und Literaturwiss. II, Diss., 1978.
- Nach Berlin! : Reportagen. Schöffling, Frankfurt am Main 1999, ISBN 3-89561-569-2
- Ernst Litfaß, der Reklamekönig. Biografie. Schöffling, Frankfurt am Main 2005, ISBN 3-89561-083-6
- Hubert Fichte und Leonore Mau: Der Schriftsteller und die Fotografin. Eine Lebensreise. S. Fischer, Frankfurt am Main, 2005, ISBN 978-3-10-069905-3
- Deutschland vor Ort. Geschichte, Mythen, Erinnerungen. dtv, München 2011, ISBN 978-3-423-34679-5.
- Alfred Döblin: Eine Biographie. Carl Hanser, München 2011, ISBN 978-3-446-23769-8.[6]
- Franz Marc. Eine Biographie. Carl Hanser, München 2016, ISBN 978-3-446-25069-7

## Hörspiele
- 1985: H. Ein Abendbild (über Friedrich Hölderlin). Regie: Wilfried F. Schoeller, 90 Min., HR 1985